# The Society of Motion Picture and Television Engineers
The Society of Motion Picture and Television Engineers (em português: Sociedade dos Engenheiros de Cinema e Televisão dos Estados Unidos), fundada em 1916 como a Society of Motion Picture Engineers ou SMPE, é uma associação profissional de engenheiros, tecnólogos e executivos que trabalham na indústria de mídia e entretenimento.